# NK Vojnić '95
NK Vojnić '95 je nogometni klub iz Vojnića.
Postoje 4 selekcije kluba: seniori, juniori, pioniri i mlađi pioniri. Također, postoji i selekcija veterana. Klub je osnovan 31. kolovoza 1997. godine. Prva utakmica koju je klub odigrao je bila 30. svibnja 1997. godine (kada još uvijek nije bio registriran niti klub niti igrači), na stadionu Kralja Petra Svačića protiv selekcije kadeta NK Karlovca.
Za klub je igrao hrvatski nogometaš Nikola Pokrivač prije tragične smrti u prometnoj nesreći  18. travnja 2025.

## Vanjske poveznice
- O klubu na stranici općine Vojnić  Arhivirana inačica izvorne stranice od 5. ožujka 2016. (Wayback Machine)
- O klubu na facebook stranici